# 紀元前416年
紀元前416年（きげんぜん416ねん）は、ローマ暦の年である。
当時は、「アトラティヌス、アンブストゥス、ムギラヌス、ルティルスが護民官に就任した年」として知られていた（もしくは、それほど使われてはいないが、ローマ建国紀元338年）。紀年法として西暦（キリスト紀元）がヨーロッパで広く普及した中世時代初期以降、この年は紀元前416年と表記されるのが一般的となった。

## 他の紀年法
- 干支 : 乙丑
- 日本
  - 皇紀245年
  - 孝昭天皇60年
- 中国
  - 周 - 威烈王10年
  - 秦 - 霊公9年
  - 晋 - 幽公18年
  - 楚 - 簡王16年
  - 斉 - 宣公40年
  - 燕 - 閔公23年
  - 趙 - 献侯8年
  - 魏 - 文侯30年
  - 韓 - 武子9年
- 朝鮮
  - 檀紀1918年
- ベトナム :
- 仏滅紀元 : 129年
- ユダヤ暦 : 3345年 - 3346年

## できごと

### ギリシア
- アルキビアデスの勧めを受け、アテナイ軍は、ペロポネソス戦争中も中立を保っていたメロス島（Μῆλος、Melos、現在のミロス島）に侵攻した。アテナイ軍は島民に残虐行為を加え、武器を持てる男子は皆殺しにされ、女子供は奴隷とされた。（メロス包囲戦）
- シケリア（シチリア）のイオニア系植民都市エゲスタ（Ἕγεστα、Egesta：現在のセジェスタ）が、（シケリアの強力な都市シュラクサイ（シラクサ）から支援を受けていた）ドーリア系植民都市セリノス（Σελινοῦς、Selinus：現在のセリヌンテ (Selinunte)) に対抗するため、アテナイに支援を求めてきた。シュラクサイの住民は民族的にはスパルタと同じドーリア人であり、アテナイとそのシケリアにおける同盟者たちはイオニア人であった。アテナイの人々は、同盟者を支援する義務を果たすべく、シケリアへ侵攻する艦隊を準備し始めた。